# 称号に大が付く人物の一覧
称号に大が付く人物の一覧（しょうごうにだいがつくじんぶつのいちらん）では、歴史上で偉大な業績を挙げたと評価される人物として、通常、その称号に英語で“The Great”、日本語で「大」が付けられる人物を挙げる。大帝、大王、大教皇、その他日本語では有名ではないが、大公爵、大伯爵という例もある。
これらの評価は主にその人物の国における評価であり、必ずしも国際的に認知されているとは限らない。また、名君と重複する場合もあるが、内政の治績の評価よりも、領土を拡張するなどの目覚ましい軍事的な成果を挙げた人物に与えられることが多く、自国では英雄でも周りの国からは侵略者と見られることも多い。
以下の分類は便宜的なものであり、その人物が帝、王、公と呼ばれるべきか、また大を付けるかどうか議論になっているものも含まれている。

## 大帝

### ヨーロッパ
- ウァレンティニアヌス1世（ローマ帝国）
- コンスタンティヌス1世（ローマ帝国）
- テオドシウス1世（ローマ帝国）
- レオ1世（東ローマ帝国）
- マヌエル1世コムネノス（東ローマ帝国）
- ユスティニアヌス1世（東ローマ帝国）
- オットー1世（神聖ローマ帝国）
- マクシミリアン1世（神聖ローマ帝国）
- カール大帝（フランク王国）
- シメオン1世（第一次ブルガリア帝国）
- ステファン・ウロシュ4世ドゥシャン（セルビア帝国）
- イヴァン3世（モスクワ大公国）
- ピョートル1世（ロシア・ツァーリ国）
- エカチェリーナ2世（ロマノフ朝）

### 中東
- スレイマン1世（オスマン帝国）
- アッバース1世（サファヴィー朝）

### 中央アジア
- ティムール（ティムール朝）

### 南アジア
- アクバル（ムガル帝国）

### 東アジア
- 禹（五帝）
- 始皇帝
- 漢武大帝
- 太宗（唐）
- チンギス・ハーン（モンゴル帝国）
- フビライ・ハーン（モンゴル帝国）
- 康熙大帝

### 東南アジア
- バオ・ダイ（阮朝）
- 黎聖宗（黎朝）

### アメリカ
- モクテスマ1世（アステカ帝国）

## 大王

### ヨーロッパ
- アッティラ（フン族）
- アルフォンソ1世 （ポルトガル王国）
- アルフォンソ3世（アストゥリアス王国）
- アルフレッド大王（ウェセックス王国）
- アレクサンドロス3世（マケドニア王国）
- アンリ4世（フランス王国）
- イシュトヴァーン1世（ハンガリー王国）
- ヴァルデマー1世（デンマーク王国）
- オタカル2世（ボヘミア）
- カジミェシュ3世（ポーランド王国）
- グスタフ2世アドルフ（バルト帝国）
- クヌーズ2世（北海帝国）
- サンチョ3世 （ナバラ王国）
- ジョアン1世 （ポルトガル王国）
- ステファン・ウロシュ1世 （セルビア王国）
- タマル （グルジア王国）
- ティグラネス2世（アルメニア王国）
- テオドリック（東ゴート王国）
- フアン2世（アラゴン王国）
- フェルナンド1世 （カスティーリャ王国）
- フリードリヒ2世 （プロイセン王国）
- ペドロ3世（アラゴン王国）
- ボレスワフ1世（ポーランド王国）
- マルカム3世（スコットランド王国、注:称号は「大王」ではなく「大首領王」である。）
- ラミロ2世（レオン王国）
- ラヨシュ1世（ハンガリー王国）
- ルイ14世（フランス王国）
- 大ロドリ（グウィネズ王国）
- 大サウェリン（英語版）（グウィネズ王国、そして事実上全ウェールズの統治者）

### 中東
- アフマド・サンジャル（セルジューク朝）
- アルプ・アルスラーン（セルジューク朝）
- アンティオコス3世（セレウコス朝）
- イスマーイール1世（サファヴィー朝）
- カリーム・ハーン（ザンド朝）
- キュアクサレス2世（メディア王国）
- キュロス2世（アケメネス朝）
- クセルクセス1世（アケメネス朝）
- サイイド・サイード（オマーン）
- シャープール2世（サーサーン朝）
- シュッピルリウマ1世（ヒッタイト）
- ダレイオス1世（アケメネス朝）
- トゥグリル・ベグ（セルジューク朝）
- トトメス3世（古代エジプト）
- ナーディル・シャー（アフシャール朝）
- ナラム・シン（アッカド）
- ハンムラビ（バビロニア）
- ヘロデ大王（古代イスラエル）
- マリク・シャー（セルジューク朝）
- ミトラダテス2世（パルティア）
- ミトリダテス6世（ポントス王国）
- ムハンマド・アリー（ムハンマド・アリー朝）
- ムルシリ1世（ヒッタイト）
- ムルシリ2世（ヒッタイト）
- ムバーラク・ビン・サバーハ・アッ＝サバーハ（クウェート）
- ラムセス2世（古代エジプト）
- レザー・パフラヴィー（パフラヴィー朝）

### 南アジア
- アショーカ王（マウリヤ朝）
- アブダガセス1世（インド・パルティア王国）
- アラー・ウッディーン・ハルジー（ハルジー朝）
- ガウタミープトラ・シャータカルニ（サータヴァーハナ朝）
- カニシカ1世（クシャーナ朝）
- クリシュナ・デーヴァ・ラーヤ（ヴィジャヤナガル王国）
- ゴンドファルネス（インド・パルティア王国）
- サムドラグプタ（グプタ朝）
- シェール・シャー（スール朝）
- シヴァージー（マラーター同盟）
- チャンドラグプタ（マウリヤ朝）
- チャンドラグプタ2世（グプタ朝）
- ハルシャ・ヴァルダナ（ヴァルダナ朝）
- ボージャ1世（プラティーハーラ朝）
- メナンドロス1世（インド・グリーク朝）

### 東南アジア
- アノーヤター（パガン王朝）
- アラウンパヤー（コンバウン王朝）
- タークシン（トンブリー王朝）[1]
- 丁部領（丁朝、注:称号は「大王」ではなく「大勝王」である。）
- ナレースワン（アユタヤ王朝）[1]
- ナーラーイ（アユタヤ王朝）[1]
- ノロドム・シハヌーク（カンボジア王国）
- バインナウン（タウングー王朝）
- ラームカムヘーン（スコータイ王朝）[1]
- ラーマ1世（チャクリー王朝）[1]
- ラーマ5世（チャクリー王朝、注:称号は「大王」ではなく「歓喜大王」である。）[1]
- ラーマ9世（チャクリー王朝）

### 東アジア
- 好太王（高句麗）
- 世宗（李氏朝鮮）
- 太祖（高麗）
- 李成桂（李氏朝鮮）

### アフリカ
- アスキア・ムハンマド1世（ソンガイ帝国）
- テオドロス2世（エチオピア帝国）
- マンサ・ムーサ（マリ帝国）

### アメリカ大陸
- キニチ・ハナーブ・パカル1世 K'inich Janaab' Pakal（マヤ文明、パレンケ）

### オセアニア
- カメハメハ1世（ハワイ王国）

## 爵位

### 大公爵
「大公」とも言うが、大公という爵位は公とは別に存在する。以下は、公ではあるが「偉大なる公」の意味で「大公（爵）」と呼ばれる人物のリストである。
- アルブレヒト1世
- ウラジーミル1世（キエフ大公国）
- カルロ・エマヌエーレ1世
- ギヨーム5世（アキテーヌ公）
- ヴィータウタス（リトアニア大公国）
- シュテファン3世 （モルドヴァ公国）
- バサラブ1世（ワラキア）
- フリードリヒ・ヴィルヘルム（大選帝侯）
- ミルチャ1世（ワラキア）
- ムスチスラフ1世（キエフ大公国）
- ルイ1世
- ルイ2世
- ロマン・ムスティスラーヴィチ（ハールィチ・ヴォルィーニ大公国）
- ユーグ大公

### 大伯爵
- アルヌール1世（フランドル伯）
- ギヨーム1世 (ブルゴーニュ伯)
- ゲロ (オストマルク)（ゲロ辺境伯）
- コンラート1世 (マイセン辺境伯)
- ティボー4世 (ブロワ伯)（シャンパーニュ伯としてはティボー2世）
- ユーグ1世 (ヴェルマンドワ伯)
- ユーグ・ド・フランス

## 大教皇
- グレゴリウス1世
- ニコラウス1世 Nicolaus I
- レオ1世
- ヨハネ・パウロ2世

## その他
- アフォンソ・デ・アルブケルケ
- アルベルトゥス・マグヌス（キリスト教神学者）
- アレクサンドリアのアタナシオス
- エジプトのマカリオス
- カイサリアのバシレイオス（聖人）
- グナエウス・ポンペイウス（共和政ローマ将軍）
- ケルン大司教ブルーノ（大司教）
- 聖アントニウス（聖人）
- 大アントニオス
- 大ハンノ（カルタゴ貴族）
- ダライ・ラマ5世
- ダルマス1世・ド・スミュール
- フォティオス1世
- ヘルフタのゲルトルード
- ユスティノス
- ルイ
- ルイ・ジョゼフ・ド・ブルボン
- ロレンツォ・デ・メディチ（フィレンツェ僭主）
- Prokop the Great（ヒッタイト将軍）
- Rhodri the Greatt（ウェールズ）

## Great以外の「大」
他に「大」が付くケースとして、以下のようなものがある。
- Senior の訳。同名の親子（あるいは一般には、親族のうち尊属と卑属）を区別するもの。大カトなど。
- 称号自体に「大」が含まれるもの。大統領、大元帥、大将、大佐、大尉、大将軍など。これら全体で一語であり、英語などでは特に「大」のみに対応する表現はない。
- 中国三国時代、孫呉の初代皇帝・孫権は諡号そのものが「大皇帝」である。
- ベトナム前黎朝の初代皇帝・黎桓は諡号が崩御した皇帝を指す「大行皇帝」である。